# 子どもの発達科学研究所
公益社団法人子どもの発達科学研究所（こどものはったつかがくけんきゅうしょ、英：Child Developmental Science Research、CDSR）は、子どものこころの発達研究センターとの連携のもと、科学的根拠に基づいたプログラムの普及と啓発活動を行っている。2010年1月設立。大阪市北区梅田に本部を設置するほか、静岡県浜松市にオフィスを構える。2013年9月公益社団法人認定。理事長は片山泰一、所長・主席研究員は和久田学 。

## 概要
大阪大学、金沢大学、浜松医科大学、千葉大学、福井大学の5大学からなる子どものこころの発達研究センターで研究開発されたカリキュラムや教材、情報などを家庭での育児や教育現場で活用できるよう設立された。

### 沿革
| 2010年（平成22年）1月 | 一般社団法人子どもの発達科学研究所 設立                              |
| 2012年（平成24年）4月 | 浜松オフィス開設                                                     |
| 2013年（平成25年）9月 | 公益社団法人へ移行                                                   |
| 2020年（令和2年）12月 | HighScope 教育研究財団 日本支部 一般社団法人（HighScope Japan） 設立 |

## 活動

### 研究
主な研究テーマ
- 子どもの問題行動の危険因子と保護因子の探究
- 子どもの情動行動に関する関連因子の探索
- 脳科学的見地からの学習支援
- いじめ予防の具体的方法
- 日本いじめ尺度の開発
- 日本学校風土尺度の開発
- 学校風土と子どもの行動の関連
- 乳幼児期からの神経発達

### 講演・研修
講演や研修も依頼に応じて実施している。講演テーマのキーワードは、虐待、インクルーシブ教育、ICFと合理的配慮、脳機能から考えた学び、暴力行為／いじめ／不登校などの予防と対応、学校風土、発達障害、知的障害、障害のある子どもの保護者の心理・支援、生徒指導、行動支援、応用行動分析、行動原理、ABC分析、インストラクショナルデザイン、M-chat の活用、事例検討の方法（インシデントプロセス法）、個別の教育指導計画　など。

### 研修・助言・指導（支援・コンサルティング）

#### 各種研修
一般企業や自治体、各種教育機関、福祉事業所などの依頼に応じて、1年間かけて実施されるシリーズ形式の講座のほか、短期間での連続講座も提供している。学校現場等を訪問し、個別の困難事例の解決支援等も行う。
- 発達支援教育リーダー育成研修

発達障害や虐待その他、子どもの不適応状況の要因について、医療、心理、行動科学、福祉、教育などの多様な角度から正確に見立てる力を養い、具体的な指導法策案を提案でき、学校現場における発達支援の指導的立場となる教員の育成。
- いじめ予防リーダー研修

各学校を代表するリーダーに向けた研修。「いじめ予防授業」を実施できる教員の育成。
- いじめ予防専門家研修

「いじめ予防リーダー研修」を行う講師の養成。
※その他、文部科学省から受託した「特別支援教育に関する教職員等の資質向上事業」で作成した動画「行動支援とその目標設定」も、申請により無償で提供している。

#### コンサルティング
一般企業や自治体、各種教育機関、福祉事業所などの依頼に応じて、カリキュラム、環境設定等のコンサルティングを行う。

### 講座
子どものこころの発達や、認知特性に合わせた学習方法など、科学的根拠のある正しい知識を持ち、実生活に活かせる人材の育成を目的とした講座や、いじめ予防、教職員や議員向けの講座を提供している。

#### 各種講座
- こころの発達アテンダント
- 学びの発達アテンダント
- いじめ予防プログラム TRIPLE-CHANGE
- 議員のためのセミナー
- 『教育に科学を！』科学研究講座（旧 教師のための科学研究講座）
- かおTV[9]オペレーター養成プログラム[10]

### 調査

#### 学校風土いじめ調査
多数の公立小中学校及び私立小学校で実施。
子どもたちに学校生活の実態調査を行い、いじめや不登校などとも因果関係のある「学校や学級の風土」を把握する。調査で明らかになった諸課題に対して研修や支援を行い、学校現場で利用できる支援プログラムを開発し、エビデンスに基づく学校・学級経営を支援する。
| 日本いじめ尺度 | 日本学校風土尺度 |
| --- | --- |
| 直近2、3ヵ月の間に起こったいじめの被害、目撃、加害の割合を測定し変化を観測する、または、何らかのいじめ防止対策の前後で測定し、いじめ事象の割合の変化を測定する、といった使用が可能である。いじめの定義として国際基準に則っているため、国内法の定義とは異なる。 | 文部科学省の委託事業「子どもみんなプロジェクト」で開発された。諸外国の学校風土（school climate）尺度を参考に、日本の小中学校に合わせた4つの側面を32問のアンケート質問項目。 |

※いずれも小学校4年生から中学校3年生までを対象者とし、子どもの発達科学研究所への申請により無償で利用することができる。開発途上にあり、利用者は研究への協力を依頼される場合がある。

### 共同開発

#### こころの健康観察 NiCoLi
弘前大学、浜松医科大学の協力により作成した、子どものメンタルヘルス(抑うつ・不安)と背景要因に関する調査システム。子どものこころの健康（抑うつ・不安）を定期的に観察して支援ニーズのある子どもを早期発見、早期支援体制の構築をすることによって、不登校やメンタルヘルスのさらなる悪化を予防することを目的としている。「NiCoLi」は「にっこり・こころ・りすと」の略。

#### かおTV
視線計測装置 Gazefinder を使って子どもの視線を計測し、社会性の発達の状態を確認することができるシステム。大阪大学大学院 大阪大学・金沢大学・浜松医科大学・千葉大学・福井大学 連合小児発達学研究科、公益社団法人子どもの発達科学研究所、株式会社JVCケンウッドによる共同開発。

##### かおTV事業実施自治体
- 1歳6カ月健診へ導入実績のある自治体[10]

千葉県浦安市、千葉県市川市、大阪府池田市、大阪府泉大津市、大阪府貝塚市、大阪府千早赤阪村、大阪府守口市、大阪府河南町、大阪府枚方市、大阪府八尾市、兵庫県西宮市
- かおTVオペレーター養成[10]

兵庫県西宮市、千葉県市川市、千葉県浦安市、大分県

### その他

#### HighScope Japan
HighScope 教育研究財団による幼児教育カリキュラムの日本国内誘致を主導し、2020年に一般社団法人HighScope Japan を設立。所長・主席研究員 和久田学が代表理事に就いている。

##### HighScope Japanの沿革
| 2016年 | 3月  | HighScopeへ視察                                                |
| 2017年 | 4月  | HighScope International Conference（ハイスコープ国際学会）参加 |
|        | 11月 | HighScope訪問                                                  |
| 2019年 | 6月  | 幼児教育特別講演会実施（弘前、東京、浜松、大阪）               |
|        |      | HighScope 教材の日本語訳版の販売開始                           |
| 2020年 | 12月 | 一般社団法人HighScope Japan設立                                |

| HighScope幼児教育カリキュラムとは |
| --- |
| ペリー幼児教育研究で実施された就学前教育プログラム。同研究では、HighScopeカリキュラムの実施群と非実施群を以降約50年にわたり比較。その結果、IQ、学校での成績、高校卒業率、収入や犯罪歴、持ち家率などでプログラム実施群の優位が示されている。2004年にOECDが「科学的根拠のある世界5大幼児教育カリキュラム」の一つとして紹介している。 |

#### ACE研究の啓発
近年日本で大きな社会問題となっている虐待や引きこもり等への対策としてACE（ACEs）研究の有効性を重視し、2020年から啓発目的のセミナーを開催。所長・主席研究員 和久田学の研究課題としてもACE（ACEs）が挙げられている。
1990年代からアメリカで行われているACE（Adverse Childhood Experiences、小児期逆境体験）研究によると、虐待や家族との別離などの小児期における逆境体験は、成人期の社会的問題（引きこもり、不就労、貧困）だけでなく、精神的健康問題（うつ、自殺、依存など）、身体的健康問題（生活習慣病、がん、心臓疾患）などにも影響があることが明らかになっています。研究が進む中、ACEについての啓発活動と同時に、知見を教育や支援に活かすことが積極的に行われ、その有効性のエビデンスが積み上げられつつあります。
わが国でも、虐待と引きこもりは大きな社会問題となっていますが、十分な対策がとれていません。虐待と引きこもり等の問題がつながっている可能性がありますが、そのことを明らかにする研究は不十分であり、社会にもあまり知られていません。—子どもの発達科学研究所、子どもの発達科学研究所Facebookイベント

#### いじめ予防：BE A HERO PROJECT
| BE A HERO PROJECT |
| --- |
| いじめのない社会を作るために一人ひとりができることは何か、いじめの構造やどのような行動をとればよいのかについて具体的に学ぶことができる。 1. 3つの「CHANGE」でいじめをなくすいじめ予防プログラム「TRIPLE-CHANGE PROGRAM」 2. 部活動からいじめをなくすことを目的とした部活動包括マネジメントプログラム「TEAM-PLAY PROGRAM」 3. 1、2の取組を紹介する啓発イベント 以上の3つのプログラムで構成されている。MTX ACADEMY、B-creative agency との共同プロジェクト。 |

##### いじめ予防プログラム TRIPLE-CHANGE
先行研究を活かし、アメリカで科学的根拠があると証明されているプログラムを参考に開発した、日本の学校でも実施可能ないじめ予防プログラム。多くの事例を通していじめ問題に関する「正しい知識」「正しい技法」を提供するとしている。受講後すぐに現場で取り組めるように、指導案と教材が用意されている。

#### 発達特性の早期発見：Age2
現在日本の医療機関において、発達障害の診断は言語理解が始まった段階以降で行われているが、実際には専門家の介入によって1歳半検診時にリスクを把握し、フォローの必要性を判断することができるとしている。1歳半から2歳までに発達アセスメントを行い、発達特性に沿った適切な関りが為されることを目指すキャンペーンとして「Age2」を謳っている。
当研究所は、Age2の啓発・促進を行うことで症状の早期発見をし、一人一人の子どもの発達段階や特徴に応じたプログラム作成ができる環境を作り、地域と連携して療育を進められる社会を目指していきます。当研究所は早期発見、早期療育体制の確立を目指し、行政や医療機関とも連携しながら調査研究を進めています。—子どもの発達科学研究所、Webサイト 事業内容＞Age2とは

## 人物

### 主要な研究員
- 和久田学

大阪大学大学院 招聘教員、弘前大学大学院 医学系研究科 客員研究員
- 大須賀優子

聖隷クリストファー大学 非常勤講師、小児発達学博士
- 弓削香織

個別療育センターココスマイル（大阪府箕面市牧落）講師、TEACCH(R)公認臨床家、臨床発達心理士
- 津久井伸明

浜松医科大学子どものこころの発達研究センター 特任研究員、教育学修士、公認心理士、臨床発達心理士、特別支援教育士SV、特別支援教育士 資格認定協会 養成委員会委員
- 深澤裕子
- 西村倫子

浜松医科大学 特任講師、小児発達学博士

### 役員
| 役員名簿   | 役員名簿                                                                                 | 役員名簿             |
| 氏名       | 所属                                                                                     | 役職等               |
| 理事長     | 理事長                                                                                   | 理事長               |
| ---------- | ---------------------------------------------------------------------------------------- | -------------------- |
| 片山泰一   | 大阪大学大学院、大阪大学・金沢大学・浜松医科大学・千葉大学・福井大学連合小児発達学研究科 | 教授                 |
| 理事       |                                                                                          |                      |
| 篠原祥哲   | 特定非営利活動法人おおさか大学起業支援機構                                               | 代表理事、公認会計士 |
| 土屋賢治   | 国立大学法人浜松医科大学                                                                 | 教授                 |
| 松﨑秀夫   | 国立大学法人福井大学 子どものこころの発達研究センター                                    | 教授                 |
| 山﨑英樹   | カルトーニ株式会社                                                                       | 代表取締役           |
| 横井康     | 横井康公認会計士事務所                                                                   | 公認会計士           |
| 監事       |                                                                                          |                      |
| 林紀美代   | 林紀美代公認会計士事務所                                                                 | 公認会計士           |
| 評議員     |                                                                                          |                      |
| 杉浦康夫   | 名古屋学芸大学                                                                           | 学長                 |
| 谷池雅子   | 大阪大学大学院、大阪大学・金沢大学・浜松医科大学・千葉大学・福井大学連合小児発達学研究科 | 科長、教授           |
| 辻孝夫     | 株式会社JVCケンウッド                                                                    | 代表取締役           |
| 特別顧問   |                                                                                          |                      |
| 鬼澤秀昌   | おにざわ法律事務所                                                                       | 弁護士               |
| 小林栄三   | 伊藤忠商事株式会社                                                                       | 代表取締役会長       |
| 三枝輝行   | 株式会社サエグサ流通研究所                                                               | 代表取締役           |
| 塩野元三   | 塩野義製薬株式会社                                                                       | 代表取締役会長       |
| 清水栄司   | 千葉大学大学院 医学研究院附属 子どものこころの発達研究センター                           | 教授、センター長     |
| 白川功     | 大阪大学、兵庫県立大学大学院 応用情報科学研究科                                          | 名誉教授、特任教授   |
| 杉山登志郎 | 福井大学 医学部                                                                          | 客員教授             |
| 高塚苑美   | 株式会社グラッツェミッレ                                                                 | 代表取締役           |
| 遠山正爾   | 地方独立行政法人大阪府立病院機構                                                         | 理事長               |
| 古瀬洋一郎 | エバンストン株式会社                                                                     | 代表取締役           |
| 牧野明次   | 岩谷産業株式会社                                                                         | 代表取締役会長兼CEO  |
| 三浦秀明   | 元大阪近鉄バファローズ球団                                                               | トレーナー           |
| 吉田允昭   | レコフグループ                                                                           | 代表                 |

## 実績

### 文部科学省委託事業
特別支援教育に関する教職員等の資質向上事業：文部科学省初等中等教育局
小中学校の通常学級に在籍する子どもたちの発達支援に関するニーズ調査を行った教職員を対象に、子どもの発達に関する科学的に正確な知識と実践に使える具体的な支援内容を研修動画で提供。
いじめ対策等生徒指導推進事業：文部科学省初等中等教育局
不登校やいじめ等、子どもの問題をこころの発達の科学的視点から解決する事業で、義務教育課程における情動行動の実態と教育的介入に関する研究を展開する。
子どもの情動発達測定と、基礎的理論や知識、最新の研究結果から導き出された科学的根拠のある各種教育プログラムを開発する。
発達障害に関する教職員等の理解啓発・専門性向上事業：文部科学省特別支援教育課
教職員の特別支援教育の知識及び技能の向上を図り、科学的根拠に基づいた特別支援教育を学校全体として推進するため、教職員研修とその効果の測定を繰り返し行い、包括的システムモデルを構築。
発達障害の可能性のある児童生徒等に対する支援事業：文部科学省
小学生570人とその保護者に対し日本学校風土尺度の測定を行い、その解析結果を基準にして特別支援教育の視点を踏まえた学校経営計画等を策定。効果的な校内支援体制を整備。
子どもみんなプロジェクト：文部科学省、情動研究・教育センター（仮）

### その他委託事業
こころの健康観察事業業務委託　浜松市教育委員会
新型コロナウイルス感染症拡大防止による長期間の臨時休校が与えた児童生徒のメンタルヘルスへの影響を明らかにし、適切に支援することにより、不登校、ネット依存、いじめ等を未然防止すめため、web アンケート調査を実施。
いじめ予防推進委託業務：吹田市教育委員会
「学校風土いじめ調査 web 版」を全小中学校で実施 いじめの起こりにくい学校風土を構築し、いじめの未然防止及び早期解決を図るため、教職員へのいじめに対する専門知識等の習得を目指す研修を行うと共に、各校で「いじめ予防授業」を行うための研修を実施。
特別支援教育の視点を踏まえた学校経営構築研究開発事業：浜松市教育委員会
子どもの問題行動や低学力の実態を把握すると共に、支援方法の根拠となる背景との関連を探るため、モデル校を選定し約1,300人の児童とその保護者さらに教職員へ調査を実施。
発達支援教育の視点を踏まえた学校経営構築推進事業：浜松市教育委員会
市内のモデル校7校へ、発達に課題のある子供たちが関わるいじめや問題行動をなくす学校風土の作り方について研修を行い、授業を見学し、個別案件についてアドバイス。
発達障がい地域啓発業務：湖西市教育委員会学校教育課
発達障害者が安心して地域で生活できるように、乳幼児期から各ライフステージに応じた一貫した支援体制を整備し、社会全体で発達障がいを支える仕組みを確立する。小学校・中学校の教育向け研修プログラム。
発達障がい地域啓発業務：館林市社会福祉課障害福祉係
発達障害者が、安心して地域で生活できるように、乳幼児期から各ライフステージに応じた一貫した支援体制を整備し、社会全体で発達障害者を支える仕組みを確立する。保育士や保健師、小中学校や幼稚園の教員、福祉事業所や児童館等支援者への研修プログラム。
不登校対策調査研究事業：磐田市教育委員会
不登校児童生徒の実態調査を通して、不登校児童生徒の対応及び未然防止策の支援。日本学校風土尺度調査と分析・報告。不登校防止の研究と、その成果の学校現場への還元。
特別支援教育コーディネータ スキルアップ研修業務：西宮市こども未来センター
学校現場における発達支援の指導的立場となる教員の育成。講義や研修プログラム、演習、巡回相談など。
かおTVオペレーター派遣事業：西宮市、泉大津市、河南町、太子町
各自治体での乳幼児一歳半健診に出向き、かおTVオペレーターとして、乳幼児の発達に関する社会性の気づきについて、保育士と共に保護者に伝える。

### 研修・講師派遣
関西国際学園　夏期の教職員研修
いじめ予防プログラム Triple Change Basic（2020年）
高槻市立安岡寺小学校
いじめ予防プログラム Triple Change 保護者啓発について（2020年）
特別支援教育研修（継続）群馬県教育委員会
「子どもの発達を考える（基礎）」「子どもの発達を考える（応用）」「子どもの行動を考える（基礎）」（2020年）
こども発達支援連絡協議会　釧路管内こども発達支援連絡協議会
「早期からの育ちを支える　～科学的データから育ちを考える～」（2019年）
スクールカウンセラー研修　浜松市教育委員会
「脳機能モデルと学習支援」（2019年）
特別支援教育学級等設置校長部会研修　静岡市教育委員会
「すべての子どもたちの学びを支える」（2019年）
特別支援教育コーティネーター研修　静岡市教育委員会
「保護者支援システムの構築」（2019年）
発達障害児者療育支援研究会　藤枝市子ども発達支援センター
「障害のある子どもの保護者の心理」（2019年）
自殺予防対策講演会　蟹江町
「子どものこころの健康づくりについて」（2019年）
夏期教員研修　川西市教育委員会
「現場をかえる　いじめの科学」（2019年）
教育研修会　堺工科高等学校
「いじめの防止」（2019年）
特別支援教育講演会　北海道芽室町
「子どもの問題の予防」（2019年）
閉症協会講演会　群馬県自閉症協会
「早期からの育ちを支えるには？」（2019年）
磐田市特別支援教育研修会　磐田市学校教育課教育支援グループ
「通常学級における特別な教育的支援を必要とする児童生徒への対応」（2019年）
発達支援教育リーダー・フォローアップ研修　浜松市教育センター
「事例検討」（2019年）
校長発達支援教育研修　浜松市教育委員会
「学校風土への働きかけ」（2019年）
教職員資質向上研修会　湖西市教育委員会幼児教育課
「発達障害の理解と支援、保護者への対応について」（2019年）
放課後児童支援員等育成研修会　静岡県こども未来課
「子どもの発達の特徴、子どもへの相談技術について」（2019年）
磐田市特別支援教育研修会　磐田市学校教育課教育支援グループ
「子どもの発達を考える」「子どもの行動を考える」（2017年）
発達支援教育リーダー・フォローアップ研修　浜松市教育センター
「個別の教育支援計画をどう作るか」（2017年）
教職員資質向上研修会　湖西市教育委員会幼児教育課
「発達障害の理解と支援、保護者への対応について」（2017年）
放課後児童支援員等育成研修会　静岡県こども未来課
「子どもの発達の特徴、障害のある子どもの理解と支援」（2017年）
発達障害通級指導教室担当者研修会　　静岡県教育委員会義務教育課
「脳障害としての発達障害　学習の仕方を教える　実行機能へのアプローチ」（2017年）
幼稚園教育理解推進事業　　静岡県私立幼稚園振興協会
「発達障害児の早期支援　～科学的根拠のある方法～」（2017年）
子どもの心 診療支援拠点病院事業　　東京都小児総合医療センター
看護師等の専門職向け「発達障害といじめ」の研修（2017年）
山梨県特別支援教育研究大会　山梨県特別支援教育研究連盟
全体基調講演（2017年）
全特連 発達障害教育夏期セミナー　全日本特別支援教育研究連盟
「発達障害のある子どもの支援　～脳の発達特性から考える～」（2017年）